# Полоник Василь Петрович
Василь Петрович Поло́ник (нар. 13 лютого 1930, Привілля — 24 жовтня 1996[джерело?]) — український скульптор; член Спілки художників України з 1958 року. Батько скульптора Андрія Полоника.

## Біографія
Народився 13 лютого 1930 року в селі Привіллі (тепер Краматорський район Донецької області, Україна). Протягом 1945—1950 років навчався у Ворошиловградському художньому училищі (викладач Віктор Мухін); у 1950—1956 роках навчався на скульптурному факультеті у Київському художньому інституті (викладач Михайло Лисенко). Дипломна робота — скульптура «В забої».
Член ВКП(б) з 1959 року. З 1960 року — голова Донецької організації Спілки художників України. Жив у місті Донецьку, за адресою вул. 50-річчя СРСР буд.159.

## Творчість
Працював в галузі станкової та монументальної скульптури. Серед робіт:
- «В забої» (1956, гіпс);
- «Портрет матері» (1957);
- «Портрет Героя Соціалістичної Праці В. Зубова» (1957);
- «Васько» (1958);
- «Портрет матері» (1959, деревина);
- «Петько» (1960);
- «Іра» (1960, гіпс);
- «Шахтар Донбасу» (1960, гіпс);
- «Сапер» (1965, чавунобетон);
- «Голова шахтаря» (1967, деревина);
- «Будівельниця» (1967, шамот);
- «Портрет робітника» (1970, оргскло);
- «Весна» (1973);
- «Азовський рибак» (1974);
- «Портрет архітектора П. Вігдергауза» (1974);
- «Портрет архітектора А. Лукіна» (1974);
- «Портрет архітектора В. Бучека» (1979);
- «Роздуми» (1979, граніт, оргскло);
- «Портрет письменника П. Байдебури» (1980);
- «Камінь скіфського кургану» (1990);

пам'ятники
- «Героям Громадянської Війни» у Вищому Луганської області (1957, співавтор скульптор Леонід Бринь);
- Володимиру Леніну в Макіївці (1970, бронза, граніт; архітектор Артур Лукін);
- обеліск «Перемога» в селі Дмитрівці Донецької області (1976, бетон, карбована мідь);
- Володимиру Леніну в Горлівці (1980);
- художнику Архіпу Куїнджі в Маріуполі (1984);
- композитору Сергію Прокоф'єву в селі Сонцівці Донецької області (1991);
- маршалу Федору Толбухіну в Донецьку (1995).

Брав участь у республіканських та всесоюзних виставках з 1957 року.

## Відзнаки
- Заслужений діяч мистецтв УРСР з 1968 року;
- Народний художник УРСР з 1982 року;
- Нагороджений орденами:
  - «Знак Пошани» (1960; за внесок у розвиток художнього мистецтва);
  - Трудового Червоного Прапора (1971).